# Емельянова, Ирина Ивановна
Ири́на Ива́новна Емелья́нова (24 мая 1938, Москва) — русская писательница-мемуаристка и педагог.

## Биография
Дочь Ольги Всеволодовны Ивинской. Её отец Иван Васильевич Емельянов покончил жизнь самоубийством в 1939 году. На глазах Ирины разворачивался роман матери с Борисом Пастернаком в 1946—1960. Она — свидетельница и участница драматических окололитературных событий тех лет.
С 1956 училась в Литературном институте, где подружилась с Геннадием Лисиным (Геннадий Айги), Тимуром Зульфикаровым, стала невестой Жоржа Нива.
В 1960, за два дня до свадьбы с Жоржем Нива (был выслан из СССР в августе 1960 года), была вместе с матерью арестована по обвинению в контрабанде валюты и осуждена на три года ИТК освободилась в 1962. Отбывала срок в Озерлаге Иркутской области и в Мордовии, в Потьме, где заочно познакомилась с Вадимом Козовым, за которого, после его освобождения в октябре 1963, вышла замуж. Свадьба состоялась 22 февраля 1964. У них родились двое сыновей, Борис и Андрей. Работала литературным редактором в издательстве «Музыка».
С 1985 с мужем и детьми жила во Франции. Преподавала русский язык в Сорбонне.
В марте 2014 года вместе с рядом других деятелей науки и культуры выразила своё несогласие с политикой российской власти в Крыму.

## Творчество
Автор книг воспоминаний об О. Ивинской, Б. Пастернаке, А. Эфрон, В. Шаламове и других, а также о пятидесятниках и свидетелях Иеговы — заключённых мордовских лагерей. Подготовила к печати книгу стихов матери (1999), её избранных стихотворений и прозы (2012). После смерти В. Козового — публикатор его стихов, переводов, прозы, переписки в русской и французской прессе, антологиях и отдельных изданиях, составитель сборника мемуаров о нём.

## Книги
- Емельянова И. И. Легенды Потаповского переулка: Б.Пастернак, А.Эфрон, В.Шаламов: Воспоминания и письма. М. : Эллис Лак, 1997 — 396 с. — ISBN 5-7195-0067-7 (фр.пер. — 2002)
- Емельянова И. И. Пастернак и Ивинская. М.: Вагриус, 2006 — 336 с. — ISBN 5-9697-0194-7 — рецензия
- Ивинская О., Емельянова И. Годы с Пастернаком и без него. М.: Плюс-Минус, 2007 — 528 с. — ISBN 978-5-98264-026-0 (включает мемуары О.Ивинской)

## Публикации
- Емельянова И. Дочери света // Озерлаг: как это было: Документальные данные и воспоминания узников 50-х — 60-х годов / Иркутск: Восточно-Сибирское книжное издательство, 1992, с.447-462
- Емельянова И. Об авторе этих стихов // Ивинская О. Земли раскрытое окно: Стихи разных лет / М.: Синее яблоко, 1999 — 168 с — ISBN 5-8415-0002-3
- Емельянова И. Вадиму было 19 лет…// НЛО. 1999. № 39. C.191-197
- Емельянова И. О Дудочнике с Фурманного переулка. Воспоминания об Ине Малинкович. // Малинкович Инесса. Судьба старинной легенды. — М.: Синее яблоко, 1999. — С. 138—150. — ISBN 5-7873-0018-3
- Емельянова И. Стучусь в твою беду… // Эфрон А. Жизнь есть животное полосатое. Письма к Ольге Ивинской и Ирине Емельяновой (1955—1975). /Составитель И. И. Емельянова. — М.: Студия ВИГРАФ, 2004. — С. 7-24. — ISBN 5-94437-004-1
- Емельянова И. Рыжий соавтор. Памяти Анны Саакянц. // Эфрон А. Жизнь есть животное полосатое. Письма к Ольге Ивинской и Ирине Емельяновой (1955—1975). /Составитель И. И. Емельянова. — М.: Студия ВИГРАФ, 2004. — С. 257—264. — ISBN 5-94437-004-1
- Емельянова И. «Существо вне гражданства столицы…» // Козовой В. Выйти из повиновения. М.: Прогресс-Традиция, 2005. C.5-14. — ISBN 5-89826-233-4, ISBN 978-5-89826-233-4
- Емельянова И. Гена Лисин — Геннадий Айги // Дети Ра. 2006. № 11 (25).
- Емельянова И. Пастернак и Грузия// Мосты, 2009, № 21, с.311-320
- Емельянова И. Другая драма. Русская семья в водовороте истории// Ивинская О. Земли раскрытое окно: Избранные стихи и проза. М.: Прогресс-Традиция, 2012, с.127-196